# Избори за народне посланике Републике Српске 2000.
Избори за народне посланике Републике Српске 2000. одржани су 11. септембра као дио општих избора у БиХ. Од укупно 83 посланика, 62 су по први пут бирана директно на отвореним листама, док је 21 мандат додјељиван са компензационих листа политичких субјеката. Директни мандати су се додјељивали сразмјерно оствареним резултатима у свакој од шест изборних јединица. Преостали 21 тзв. компензациони мандат додјељивао се тако што се прво политичким субјектима додијеле 83 мандата сразмјерно оствареним резултатима на нивоу РС, а потом се од тако добијених мандата одузме онолико колико су директних политички субјекти добили. Добијена разлика представља број компензационих мандата које свака листа добија. Ако политичка странка или коалиција тако добије негативан број компензационих мандата, та листа задржава директне мандате добијене у изборним јединицама, а укупан број компензационих мандата за додјелу се смањује. У расподјели компензационих мандата могле су учествовати све политичке странке и коалиције које освоје више од 3% гласова у бар једној од шест изборних јединица.

## Резултати
| Српска демократска странка                         | 226.226 | 36,1 | 31 |
| Странка независних социјалдемократа                | 81.467  | 13,0 | 11 |
| Партија демократског прогреса                      | 76.810  | 12,3 | 11 |
| Странка демократске акције                         | 47.379  | 7,6  | 6  |
| Странка за БиХ                                     | 32.450  | 5,2  | 4  |
| Социјалдемократска партија БиХ                     | 31.176  | 5,0  | 4  |
| Социјалистичка партија РС                          | 30.636  | 4,9  | 4  |
| Демократска социјалистичка партија                 | 25.763  | 4,1  | 4  |
| Демократски народни савез                          | 22.083  | 3,5  | 3  |
| Српски народни савез РС                            | 14.239  | 2,3  | 2  |
| Пензионерска странка РС                            | 8.363   | 1,3  | 1  |
| Нова хрватска иницијатива                          | 4.590   | 0,7  | 1  |
| Демократска странка РС                             | 3.876   | 0,6  | 1  |
| остали                                             |         |      | -  |
| Укупно                                             | 676.597 | 100  | 83 |
| Неважећи гласови                                   | 49.735  | -    | -  |
| Извор: Статистички годишњак Републике Српске 2013. |         |      |    |

### Расподјела мандата
| СДС 31 СНСД 11 ПДП 11 СДА 6 СзБиХ 4 |  | СДП БиХ 4 СП РС 4 ДСП 4 ДНС 3 СНС РС 2 |  | ПС РС 1 НХИ 1 ДС РС 1 |